# Claude de Burine
Claude de Burine est une poétesse française, née le 19 septembre 1931 à Saint-Léger-des-Vignes dans la Nièvre et morte le 24 juillet 2005 à Louveciennes, dans les Yvelines.

## Biographie
Claude Renée de Burine de Tournays naît le 19 septembre 1931 au château de Saint-Léger-des-Vignes, dans le département de la Nièvre, dans une ancienne famille d'origine ardéchoise.
En 1949, elle épouse un architecte, Robert Lefèvre, avec qui elle part au Maroc où elle donne des cours de français,. Elle divorce en  1956 à son retour en France, puis devient l'épouse du peintre surréaliste et illustrateur Henri Espinouze qui fut le compagnon de son amie Youki Desnos,. En 1982, Henri Espinouze meurt. Claude de Burine devient alors la compagne de Roland Massot, jusqu'au décès de ce dernier en 1985, puis de Raymond Kadjan, jusqu'à son propre décès en 2005.
Elle fut avec Joyce Mansour, Thérèse Plantier, Alice Notley et autres, l'une des grandes plumes féminines de la poésie contemporaine.
Dans une forme très libre, mais à la respiration soigneusement posée, elle exprime de pures et rêveuses nostalgies d'enfance, capte d'insolites ou cruelles obsessions. Une pointe de surréalisme colore son climat assez proche de celui de Milosz et de Rilke. Elle a publié son premier recueil, Lettres a l'enfance, en 1957. La Gardienne (1959) et L'Allumeur de réverbères (1963) l'ont montrée en constante progression vers la maîtrise de son propre langage.
Claude Burine meurt le 24 juillet 2005 à Louveciennes.

## Publications
- Lettres à l’Enfance (Rougerie, 1957)
- La Gardienne (Le Soleil dans la Tête, 1960)
- L’Allumeur de réverbères (Rougerie, 1963)
- Hanches (éditions Saint-Germain-des-Prés, 1969)
- Le Passeur (éditions Saint-Germain-des-Prés, 1976)
- La Servante (éditions Saint-Germain-des-Prés, 1980)
- Le Cahier vert (éd. Saint-Germain-des-Prés, 1980)
- Marcel Arland (Subervie, 1980)
- À Henri de l’Été à Midi (éditions Saint-Germain-des-Prés, 1987)
- Le Voyageur (Le Milieu du Jour, 1991)
- Le Visiteur (La Bartavelle, 1991)
- Le Passager (La Bartavelle, 1993)
- L’Arbre aux oiseaux (La Bartavelle, 1996) Prix Louise-Labé 1996
- Turgescence, Opere Citato, 1997 avec Yves Martin, Christian Bachelin, Guy Chambelland, Bénédicte Destouches, Dominique Joubert, Henri Joubert
- Le Pilleur d’Étoiles (Gallimard, 1997) Prix Georges Perros 1998[5]
- Gardiennes des Nuages, photographies Pierre-Jérôme Coulmin, postface Yves Martin (Caedere, 2002)
- Les Médiateurs (La Bartavelle, 2002)
- Words Have frozen Over – anthologie bilingue français/anglais (Arc Publications, 2002)
- Cette Auberge des pauvres (Multiples, 2004)

## Prix
- Prix Georges Perros 1998[6]

- Prix Louise-Labé en 1996[7]

- Prix Max Jacob en 1977[7]